# Abdul Rahim Ayew
Abdul Ibrahim Ayew - em árabe, إبراهيم رحيم أيو, mais conhecido como Rahim Ayew (Tamale, 16 de abril de 1988) é um futebolista ganês, que atua na posição de meia, joga atualmente no Europa FC de 
Gibraltar.

## Carreira
Ao se destacar em Gana, foi contratado em 2009 pela equipe egípcia do Zamalek Sporting Club e depois de alguns jogos sem muito destaque pelo time, foi contratado pelo Lierse SK. Participou da Copa do Mundo FIFA de 2010 pela Seleção Ganesa de Futebol junto com o irmão André Ayew. 
Filho mais velho do ex-futebolista Abedi Pelé.

## Títulos
Gana
- Campeonato Africano das Nações: 2010 2º Lugar.